# UEFA Champions League 2010-2011 (fase a gironi)
La fase a gironi della UEFA Champions League 2010-2011 si è disputata tra il 14 settembre e il 8 dicembre 2010. Hanno partecipato a questa fase della competizione 32 club: 16 di essi si sono qualificati alla successiva fase a eliminazione diretta, che condurrà alla finale di Londra del 28 maggio 2011.

## Squadre
| Legenda                                                                                       |
| --------------------------------------------------------------------------------------------- |
| Primi e secondi classificati (agli ottavi di finale della fase a eliminazione diretta)        |
| Terzi classificati (agli spareggi della fase a eliminazione diretta della UEFA Europa League) |
| Quarti classificati (eliminati)                                                               |

| Squadre         | Coeff   |
| Urna 1          | Urna 1  |
| --------------- | ------- |
| Inter           | 100.867 |
| Barcellona      | 136.951 |
| Manchester Utd  | 125.371 |
| Chelsea         | 118.371 |
| Arsenal         | 115.371 |
| Bayern Monaco   | 110.841 |
| Milan           | 99.867  |
| Olympique Lione | 96.748  |

| Squadre             | Coeff  |
| Urna 2              | Urna 2 |
| ------------------- | ------ |
| Werder Brema        | 94.841 |
| Real Madrid         | 84.951 |
| Roma                | 83.867 |
| Šachtar             | 73.910 |
| Benfica             | 72.659 |
| Valencia            | 66.951 |
| Olympique Marsiglia | 62.748 |
| Panathīnaïkos       | 56.979 |

| Squadre       | Coeff  |
| Urna 3        | Urna 3 |
| ------------- | ------ |
| Tottenham     | 56.371 |
| Rangers       | 56.158 |
| Ajax          | 55.309 |
| Schalke 04    | 54.841 |
| Basilea       | 48.675 |
| Braga         | 39.659 |
| Copenaghen    | 34.470 |
| Spartak Mosca | 33.758 |

| Squadre         | Coeff  |
| Urna 4          | Urna 4 |
| --------------- | ------ |
| Hapoel Tel Aviv | 27.775 |
| Twente          | 25.309 |
| Rubin           | 21.758 |
| Auxerre         | 19.748 |
| CFR Cluj        | 15.898 |
| Partizan        | 13.800 |
| Žilina          | 10.666 |
| Bursaspor       | 6.890  |

## Sorteggio
| Gruppo | 1ª fascia       | 2ª fascia           | 3ª fascia     | 4ª fascia        |
| ------ | --------------- | ------------------- | ------------- | ---------------- |
| A      | Inter           | Werder Brema        | Tottenham     | Twente           |
| B      | Olympique Lione | Benfica             | Schalke 04    | Maccabi Tel Aviv |
| C      | Manchester Utd  | Valencia            | Rangers       | Bursaspor        |
| D      | Barcellona      | Panathīnaïkos       | Copenaghen    | Rubin            |
| E      | Bayern Monaco   | Roma                | Basilea       | CFR Cluj         |
| F      | Chelsea         | Olympique Marsiglia | Spartak Mosca | Žilina           |
| G      | Milan           | Real Madrid         | Ajax          | Auxerre          |
| H      | Arsenal         | Šachtar             | Braga         | Partizan         |

## Gruppo A
| Squadra      | Pt | G | V | N | P | GF | GS | DG |
| ------------ | -- | - | - | - | - | -- | -- | -- |
| Tottenham    | 11 | 6 | 3 | 2 | 1 | 18 | 11 | +7 |
| Inter        | 10 | 6 | 3 | 1 | 2 | 12 | 11 | +1 |
| Twente       | 6  | 6 | 1 | 3 | 2 | 9  | 11 | -2 |
| Werder Brema | 5  | 6 | 1 | 2 | 3 | 6  | 12 | -6 |

| Arbitro: | Pedro Proença |

|                               |           |                        |
| Janssen 20’ Milito 30’ (aut.) | Marcatori | 13’ Sneijder 41’ Eto'o |

| Arbitro: | Massimo Busacca |

|                            |           |                               |
| Hugo Almeida 43’ Marin 48’ | Marcatori | 13’ (aut.) Pasanen 18’ Crouch |

| Arbitro: | Terje Hauge |

|                                                                |           |            |
| van der Vaart 47’ Pavlyuchenko 50’ (rig.), 64’ (rig.) Bale 85’ | Marcatori | 56’ Chadli |

| Arbitro: | Alberto Undiano Mallenco |

|                                  |           |  |
| Eto'o 21’, 27’, 81’ Sneijder 34’ | Marcatori |  |

| Arbitro: | Damir Skomina |

|                                                   |           |                      |
| J. Zanetti 2’ Eto'o 11’ (rig.), 35’ Stankovic 14’ | Marcatori | 52’, 90’, 90+1’ Bale |

| Arbitro: | Claus Bo Larsen |

|             |           |                |
| Janssen 75’ | Marcatori | 80’ Arnautović |

| Arbitro: | Viktor Kassai |

|                                               |           |           |
| van der Vaart 18’ Crouch 61’ Pavlyuchenko 89’ | Marcatori | 80’ Eto'o |

| Arbitro: | Alain Hamer |

|  |           |                        |
|  | Marcatori | 81’ Chadli 84’ de Jong |

| Arbitro: | Stéphane Lannoy |

|               |           |  |
| Cambiasso 55’ | Marcatori |  |

| Arbitro: | Olegário Benquerença |

|                                   |           |  |
| Kaboul 6’ Modrić 45+1’ Crouch 79’ | Marcatori |  |

| Arbitro: | Carlos Velasco Carballo |

|                                            |           |                                     |
| Landzaat 22’ (rig.) Rosales 56’ Chadli 64’ | Marcatori | 12’ (aut.) Wisgerhof 47’, 59’ Defoe |

| Arbitro: | Cüneyt Çakır |

|                                      |           |  |
| Prödl 39’ Arnautović 49’ Pizarro 88’ | Marcatori |  |

## Gruppo B
| Squadra         | Pt | G | V | N | P | GF | GS | DG |
| --------------- | -- | - | - | - | - | -- | -- | -- |
| Schalke 04      | 13 | 6 | 4 | 1 | 1 | 10 | 3  | +7 |
| Olympique Lione | 10 | 6 | 3 | 1 | 2 | 11 | 10 | +1 |
| Benfica         | 6  | 6 | 2 | 0 | 4 | 7  | 12 | -5 |
| Hapoel Tel Aviv | 5  | 6 | 1 | 2 | 3 | 7  | 10 | -3 |

| Arbitro: | Ivan Bebek |

|            |           |  |
| Bastos 21’ | Marcatori |  |

| Arbitro: | Aleksei Nikolaev |

|                        |           |  |
| Luisão 21’ Cardozo 68’ | Marcatori |  |

| Arbitro: | Howard Webb |

|                    |           |                                    |
| Enyeama 79’ (rig.) | Marcatori | 7’ (rig.), 36’ Bastos 90+4’ Pjanić |

| Arbitro: | Gianluca Rocchi |

|                          |           |  |
| Farfán 73’ Huntelaar 85’ | Marcatori |  |

| Arbitro: | William Collum |

|                         |           |                |
| Raúl 3’, 58’ Jurado 68’ | Marcatori | 90+3’ Shechter |

| Arbitro: | Alberto Undiano Mallenco |

|                      |           |  |
| Briand 21’ López 51’ | Marcatori |  |

| Tel Aviv 2 novembre 2010, ore 20:45 CET | Hapoel Tel Aviv    | 0 – 0 referto | Schalke 04 | Bloomfield Stadium\| Arbitro: \| Frank De Bleeckere \| |
| Arbitro:                                | Frank De Bleeckere |               |            |                                                        |

| Arbitro: | Craig Thomson |

|                                              |           |                                     |
| Kardec 20’ Coentrão 32’, 67’ Javi García 42’ | Marcatori | 74’ Gourcuff 85’ Gomis 90+5’ Lovren |

| Arbitro: | Nicola Rizzoli |

|                               |           |  |
| Farfán 13’ Huntelaar 20’, 89’ | Marcatori |  |

| Arbitro: | Alain Hamer |

|                                |           |  |
| Zahavi 24’, 90+2’ da Silva 74’ | Marcatori |  |

| Arbitro: | Svein Oddvar Moen |

|                                  |           |                      |
| Lisandro López 62’ Lacazette 88’ | Marcatori | 63’ Sahar 69’ Zahavi |

| Arbitro: | Howard Webb |

|            |           |                        |
| Luisão 87’ | Marcatori | 19’ Jurado 81’ Höwedes |

## Gruppo C
| Squadra        | Pt | G | V | N | P | GF | GS | DG  |
| -------------- | -- | - | - | - | - | -- | -- | --- |
| Manchester Utd | 14 | 6 | 4 | 2 | 0 | 7  | 1  | +6  |
| Valencia       | 11 | 6 | 3 | 2 | 1 | 15 | 4  | +11 |
| Rangers        | 6  | 6 | 1 | 3 | 2 | 3  | 6  | -3  |
| Bursaspor      | 1  | 6 | 0 | 1 | 5 | 2  | 16 | -14 |

| Manchester 14 settembre 2010, ore 20:45 CEST | Manchester United    | 0 – 0 referto | Rangers | Old Trafford\| Arbitro: \| Olegário Benquerença \| |
| Arbitro:                                     | Olegário Benquerença |               |         |                                                    |

| Arbitro: | Svein Oddvar Moen |

|  |           |                                                         |
|  | Marcatori | 16’ A. Costa 41’ Aduriz 68’ Pablo Hernández 76’ Soldado |

| Arbitro: | Viktor Kassai |

|  |           |               |
|  | Marcatori | 85’ Hernández |

| Arbitro: | Serge Gumienny |

|              |           |  |
| Naismith 18’ | Marcatori |  |

| Arbitro: | Nicola Rizzoli |

|         |           |                |
| Edu 34’ | Marcatori | 46’ (aut.) Edu |

| Arbitro: | Gianluca Rocchi |

|         |           |  |
| Nani 7’ | Marcatori |  |

| Arbitro: | Felix Brych |

|                            |           |  |
| Soldado 33’, 71’ Costa 90’ | Marcatori |  |

| Arbitro: | Wolfgang Stark |

|  |           |                                   |
|  | Marcatori | 48’ Fletcher 73’ Obertan 77’ Bébé |

| Arbitro: | Massimo Busacca |

|  |           |                   |
|  | Marcatori | 87’ (rig.) Rooney |

| Arbitro: | Bruno Paixão |

|                                                                       |           |             |
| Mata 17’ (rig.) Soldado 21’, 55’ Aduriz 30’ Joaquín 37’ Domínguez 78’ | Marcatori | 69’ Batalla |

| Arbitro: | Pedro Proença |

|              |           |           |
| Anderson 62’ | Marcatori | 32’ Pablo |

| Arbitro: | Tony Chapron |

|              |           |            |
| Yıldırım 79’ | Marcatori | 19’ Miller |

## Gruppo D
| Squadra       | Pt | G | V | N | P | GF | GS | DG  |
| ------------- | -- | - | - | - | - | -- | -- | --- |
| Barcellona    | 14 | 6 | 4 | 2 | 0 | 14 | 3  | +11 |
| Copenaghen    | 10 | 6 | 3 | 1 | 2 | 7  | 5  | +2  |
| Rubin         | 6  | 6 | 1 | 3 | 2 | 2  | 4  | -2  |
| Panathīnaïkos | 2  | 6 | 0 | 2 | 4 | 2  | 13 | -11 |

| Arbitro: | Nicola Rizzoli |

|                                                       |           |           |
| Messi 22’, 45’ Villa 33’ Pedro 78’ Daniel Alves 90+3’ | Marcatori | 20’ Govou |

| Arbitro: | Thomas Einwaller |

|            |           |  |
| N'Doye 87’ | Marcatori |  |

| Arbitro: | Cüneyt Çakır |

|                  |           |                  |
| Noboa 30’ (rig.) | Marcatori | 60’ (rig.) Villa |

| Arbitro: | William Collum |

|  |           |                         |
|  | Marcatori | 28’ N'Doye 37’ Vingaard |

| Arbitro: | Stéphane Lannoy |

|                  |           |  |
| Messi 19’, 90+2’ | Marcatori |  |

| Atene 20 ottobre 2010, ore 20:45 CET | Panathinaikos | 0 – 0 referto | Rubin Kazan' | Stadio Olimpico di Atene\| Arbitro: \| Manuel Gräfe \| |
| Arbitro:                             | Manuel Gräfe  |               |              |                                                        |

| Kazan' 2 novembre 2010, ore 18:30 CET | Rubin Kazan' | 0 – 0 referto | Panathinaikos | Centralnij\| Arbitro: \| Tony Chapron \| |
| Arbitro:                              | Tony Chapron |               |               |                                          |

| Arbitro: | Pavel Cristian Balaj |

|               |           |           |
| Claudemir 32’ | Marcatori | 31’ Messi |

| Arbitro: | Gianluca Rocchi |

|  |           |                          |
|  | Marcatori | 27’, 69’ Pedro 62’ Messi |

| Arbitro: | Martin Atkinson |

|                    |           |  |
| Noboa 45+2’ (rig.) | Marcatori |  |

| Arbitro: | Jonas Eriksson |

|                        |           |  |
| Fontàs 51’ Vázquez 82’ | Marcatori |  |

| Arbitro: | Florian Meyer |

|                                                   |           |             |
| Vingaard 26’ Grønkjær 50’ (rig.) Cissé 73’ (aut.) | Marcatori | 90+2’ Kanté |

## Gruppo E
| Squadra       | Pt | G | V | N | P | GF | GS | DG  |
| ------------- | -- | - | - | - | - | -- | -- | --- |
| Bayern Monaco | 15 | 6 | 5 | 0 | 1 | 16 | 6  | +10 |
| Roma          | 10 | 6 | 3 | 1 | 2 | 10 | 11 | -1  |
| Basilea       | 6  | 6 | 2 | 0 | 4 | 8  | 11 | -3  |
| CFR Cluj      | 4  | 6 | 1 | 1 | 4 | 6  | 12 | -6  |

| Arbitro: | Stéphane Lannoy |

|                      |           |  |
| Müller 79’ Klose 83’ | Marcatori |  |

| Arbitro: | Alan Kelly |

|                    |           |               |
| Rada 9’ Traoré 12’ | Marcatori | 45+2’ Stocker |

| Arbitro: | Craig Thomson |

|          |           |                                |
| Frei 13’ | Marcatori | 56’ (rig.), 89’ Schweinsteiger |

| Arbitro: | Jonas Eriksson |

|                         |           |          |
| Mexès 69’ Borriello 71’ | Marcatori | 78’ Rada |

| Arbitro: | Aleksei Nikolaev |

|               |           |                                  |
| Borriello 21’ | Marcatori | 12’ Frei 44’ Inkoom 90+3’ Cabral |

| Arbitro: | Martin Atkinson |

|                                            |           |                    |
| Cadú 32’ (aut.) Panin 37’ (aut.) Gomez 77’ | Marcatori | 28’ Cadú 86’ Culio |

| Arbitro: | Björn Kuipers |

|                      |           |                                      |
| Frei 69’ Shaqiri 84’ | Marcatori | 16’ Ménez 25’ (rig.) Totti 76’ Greco |

| Arbitro: | Serge Gumienny |

|  |           |                                |
|  | Marcatori | 12’, 24’, 71’ Gómez 90’ Müller |

| Arbitro: | Alberto Undiano Mallenco |

|                                             |           |                |
| Borriello 49’ De Rossi 81’ Totti 84’ (rig.) | Marcatori | 33’, 39’ Gomez |

| Arbitro: | Laurent Duhamel |

|               |           |  |
| Almerares 15’ | Marcatori |  |

| Arbitro: | Martin Hansson |

|                                |           |  |
| Ribéry 35’, 50’ Tymoshchuk 37’ | Marcatori |  |

| Arbitro: | William Collum |

|            |           |               |
| Traoré 88’ | Marcatori | 21’ Borriello |

## Gruppo F
| Squadra             | Pt | G | V | N | P | GF | GS | DG  |
| ------------------- | -- | - | - | - | - | -- | -- | --- |
| Chelsea             | 15 | 6 | 5 | 0 | 1 | 14 | 4  | +10 |
| Olympique Marsiglia | 12 | 6 | 4 | 0 | 2 | 12 | 3  | +9  |
| Spartak Mosca       | 9  | 6 | 3 | 0 | 3 | 7  | 10 | -3  |
| Žilina              | 0  | 6 | 0 | 0 | 6 | 3  | 19 | -16 |

| Arbitro: | Florian Meyer |

|            |           |                                          |
| Oravec 55’ | Marcatori | 13’ Essien 24’, 28’ Anelka 48’ Sturridge |

| Arbitro: | Björn Kuipers |

|  |           |                        |
|  | Marcatori | 81’ (aut.) Azpilicueta |

| Arbitro: | Martin Hansson |

|                        |           |  |
| Ari 34’, 61’ Ibson 89’ | Marcatori |  |

| Arbitro: | Frank De Bleeckere |

|                            |           |  |
| Terry 7’ Anelka 28’ (rig.) | Marcatori |  |

| Arbitro: | Carlos Velasco Carballo |

|  |           |                       |
|  | Marcatori | 23’ Žirkov 43’ Anelka |

| Arbitro: | István Vad |

|             |           |  |
| Diawara 48’ | Marcatori |  |

| Arbitro: | Cüneyt Çakır |

|                                                  |           |              |
| Anelka 49’ Drogba 62’ (rig.) Ivanović 66’, 90+2’ | Marcatori | 86’ Bazhenov |

| Arbitro: | Stefan Johannesson |

|  |           |                                                                  |
|  | Marcatori | 12’, 21’, 54’ Gignac 24’ Heinze 36’ Rémy 52’, 63’ Lucho González |

| Arbitro: | Wolfgang Stark |

|  |           |                                   |
|  | Marcatori | 18’ Valbuena 54’ Rémy 68’ Brandão |

| Arbitro: | Robert Schörgenhofer |

|                           |           |           |
| Sturridge 51’ Malouda 86’ | Marcatori | 19’ Bello |

| Arbitro: | Vladislav Bezborodov |

|             |           |  |
| Brandão 81’ | Marcatori |  |

| Arbitro: | Kevin Blom |

|            |           |                    |
| Majtán 48’ | Marcatori | 54’ Alex 61’ Ibson |

## Gruppo G
| Squadra     | Pt | G | V | N | P | GF | GS | DG  |
| ----------- | -- | - | - | - | - | -- | -- | --- |
| Real Madrid | 16 | 6 | 5 | 1 | 0 | 15 | 3  | +12 |
| Milan       | 8  | 6 | 2 | 2 | 2 | 7  | 7  | 0   |
| Ajax        | 7  | 6 | 2 | 1 | 3 | 7  | 10 | -3  |
| Auxerre     | 3  | 6 | 1 | 0 | 5 | 3  | 12 | -9  |

| Arbitro: | Pavel Cristian Balaj |

|                      |           |  |
| Ibrahimović 66’, 69’ | Marcatori |  |

| Arbitro: | Damir Skomina |

|                              |           |  |
| Anita 31’ (aut.) Higuaín 73’ | Marcatori |  |

| Arbitro: | Claus Bo Larsen |

|  |           |              |
|  | Marcatori | 81’ Di María |

| Arbitro: | Felix Brych |

|                 |           |                 |
| El Hamdaoui 23’ | Marcatori | 37’ Ibrahimović |

| Arbitro: | Olegário Benquerença |

|                        |           |           |
| de Zeeuw 7’ Suárez 41’ | Marcatori | 56’ Birsa |

| Arbitro: | Pedro Proença |

|                                |           |  |
| Cristiano Ronaldo 13’ Özil 14’ | Marcatori |  |

| Arbitro: | Mark Clattenburg |

|                           |           |                  |
| Sammaritano 9’ Langil 84’ | Marcatori | 79’ Alderweireld |

| Arbitro: | Howard Webb |

|                  |           |                              |
| Inzaghi 68’, 78’ | Marcatori | 45’ Higuaín 90+4’ Pedro León |

| Arbitro: | Craig Thomson |

|  |           |                                                           |
|  | Marcatori | 36’ Benzema 44’ Arbeloa 70’, 81’ (rig.) Cristiano Ronaldo |

| Arbitro: | Damir Skomina |

|  |           |                                  |
|  | Marcatori | 64’ Ibrahimović 90+1’ Ronaldinho |

| Arbitro: | Serge Gumienny |

|                                             |           |  |
| Benzema 12’, 72’, 88’ Cristiano Ronaldo 49’ | Marcatori |  |

| Arbitro: | Claus Bo Larsen |

|  |           |                               |
|  | Marcatori | 57’ de Zeeuw 66’ Alderweireld |

## Gruppo H
| Squadra  | Pt | G | V | N | P | GF | GS | DG  |
| -------- | -- | - | - | - | - | -- | -- | --- |
| Šachtar  | 15 | 6 | 5 | 0 | 1 | 12 | 6  | +6  |
| Arsenal  | 12 | 6 | 4 | 0 | 2 | 18 | 7  | +11 |
| Braga    | 9  | 6 | 3 | 0 | 3 | 5  | 11 | -6  |
| Partizan | 0  | 6 | 0 | 0 | 6 | 2  | 13 | -11 |

| Arbitro: | Alain Hamer |

|                                                                |           |  |
| Fàbregas 9’ (rig.), 53’ Arshavin 30’ Chamakh 34’ Vela 69’, 84’ | Marcatori |  |

| Arbitro: | Carlos Velasco Carballo |

|          |           |  |
| Srna 71’ | Marcatori |  |

| Arbitro: | Wolfgang Stark |

|                 |           |                                        |
| Cléo 33’ (rig.) | Marcatori | 15’ Arshavin 71’ Chamakh 82’ Squillaci |

| Arbitro: | Kevin Blom |

|  |           |                                                  |
|  | Marcatori | 56’, 72’ Luiz Adriano 90+2’ (rig.) Douglas Costa |

| Arbitro: | Laurent Duhamel |

|                      |           |  |
| Lima 35’ Matheus 90’ | Marcatori |  |

| Arbitro: | Svein Oddvar Moen |

|                                                                 |           |             |
| Song 19’ Nasri 42’ Fàbregas 60’ (rig.) Wilshere 66’ Chamakh 69’ | Marcatori | 82’ Eduardo |

| Arbitro: | Martin Hansson |

|  |           |            |
|  | Marcatori | 35’ Moisés |

| Arbitro: | Massimo Busacca |

|                             |           |             |
| Chygrynskiy 28’ Eduardo 45’ | Marcatori | 10’ Walcott |

| Arbitro: | Viktor Kassai |

|                    |           |  |
| Matheus 83’, 90+3’ | Marcatori |  |

| Arbitro: | Frank De Bleeckere |

|  |           |                                       |
|  | Marcatori | 52’ Stepanenko 59’ Jádson 68’ Eduardo |

| Arbitro: | Paolo Tagliavento |

|                                             |           |          |
| van Persie 30’ (rig.) Walcott 73’ Nasri 77’ | Marcatori | 52’ Cléo |

| Arbitro: | Felix Brych |

|                     |           |  |
| Raț 78’ Adriano 83’ | Marcatori |  |